# البلاد (جريدة جزائرية)
البلاد هي جريدة يومية جزائرية إخبارية.
هي جريدة جزائرية تصدر عن شركة ايدكوم لنشر والإشهار كانت أول إطلالة لها في الساحة الإعلامية الوطنية، يوم 2 نوفمبر 1999، مقرها كائن ب41 ديدوش مراد.
تعتبر يومية البلاد من الجرائد الجادة حيث تعمل على تقديم مادة هادفة تصب في المصلحة العامة وتخدم قضايا الجزائر والامة العربية والإسلامية من خلال الانحياز إلى قضاياها العادلة وعلى رأسها القضية الفلسطينية.
وتهدف الجريدة إلى نقل الحقائق والوقائع والمعلومات دون تحجيم أو تضخيم ومن هنا تحترم البلاد الآداب العامة، كما تبتعد كل الابتعاد عن الطعن في الأشخاص والمؤسسات والتشهير بها.
وتولي إدارة الجريدة أهمية خاصة إلى فئة الشباب من اجل تكوين جيل إعلامي راشد وواعي يحترم أخلاقيات المهنة ويعمل على الوصول إلى الحقائق ونقلها كما هي، مراعيا مقتضيات المصداقية والموضوعية والحياد.
وتطالب «البلاد» منذ تأسيسها بتوسيع هامش الحريات العامة وحق التعبير ليؤدي الإعلام رسالته في كونه سلطة رابعة، وهي سلطة لرقابة، وصمام للأمان الاجتماعي والسياسي والاقتصادي أيضا.
كما تعتبر «البلاد» أن المعتقدات الدينية والانتماءات العرقية للأقوام والشعوب خط احمر لا يمكن الاقتراب منه لان الحرية تتوقف عند حرية الأخر، لذلك تعمل الجريدة على إبراز نماذج التعايش والتآخي بين بني الإنسان.
من جهة أخرى تعمل «البلاد» على توزيع تغطيتها الإعلامية وتحليلها الإخباري على البعد المحلي المتعلق بمشاكل المواطن لجزائري اليومية وأفاق التنمية والتطوير في البلدية والولاية، لتقترب الجريدة أكثر من المواطن باعتباره محور اهتمامها، ثم تنتقل الجريدة إلى الاهتمام بالخبر الوطني وكل متعلقاته السياسية والاقتصادية والرياضية والثقافية والاجتماعية لتنقل صورة ما يحدث في مراكز صنع القرار والحواضر الكبرى إلى المواطن البسيط، كما تهتم الجريدة بالعالم الخارجي وبشكل رئيسي بقضايا العرب والمسلمين المركزية كالقضية الفلسطينية.
وفي الأخير تفتح البلاد صفحاتها لكل المواطنين ومن مختلف الاتجاهات والمناطق لتعبير عن ارائهم وانشغالاتهم، وتشجع الجريدة النماذج البشرية الجزائرية الناجحة من خلال إبرازها لرأي العام.

## وصلات خارجية
- الموقع الرسمي لجريدة البلاد.